# Olsen-banden over alle bjerge
Olsen-banden over alle bjerge är en dansk komedifilm från 1981 i regi av Erik Balling. Det är den trettonde filmen i filmserien om Olsen-ligan. I huvudrollerna ses i vanlig ordning Ove Sprogøe, Morten Grunwald och Poul Bundgaard.

## Handling
Yvonne och Kjeld behöver pengar till sitt silverbröllop, samtidigt som Egon har en ny plan som leder gänget ända till staden Paris. Det som gänget inte anar är att de kommer sätta stopp för en vapenhandlare.

## Om filmen
Delar av den norska filmen Olsenbandens allra sista kupp från 1982 är baserade på denna film.

## Rollista (i urval)
- Ove Sprogøe – Egon Olsen
- Morten Grunwald – Benny Frandsen
- Poul Bundgaard – Kjeld Jensen
- Kirsten Walther – Yvonne Jensen
- Axel Strøbye – Kriminalassistent Jensen
- Ole Ernst – Politiassistent Holm
- Bjørn Watt Boolsen – Bang Johansen
- Holger Juul Hansen – Hallandsen
- Ove Verner Hansen – Bøffen
- Poul Reichhardt – Hamnvakt
- Dick Kaysø – Kranförare
- Claus Ryskjær – livvakt
- Søren Steen – livvakt
- Kai Løvring – Rengöringsdirektör
- Holger Perfort – Lagerchef hos Carlsberg
- Bertel Lauring – Medarbetare hos Carlsberg
- Bendt Rothe – Hovmästare på Maxims[4]